# Dongping (ort i Kina, Jiangsu Sheng, lat 31,70, long 119,11)
Dongping (kinesiska: 东屏, 东屏镇) är en ort i Kina. Den ligger i provinsen Jiangsu, i den östra delen av landet, omkring 50 kilometer sydost om provinshuvudstaden Nanjing. Antalet invånare är 34 596. Befolkningen består av 16 919 kvinnor och 17 677 män. Barn under 15 år utgör 9,0 %, vuxna 15-64 år 75 %, och äldre över 65 år 14,0 %.
Runt Dongping är det tätbefolkat, med 397 invånare per kvadratkilometer. Närmaste större samhälle är Houbai, 13,4 km nordost om Dongping. Trakten runt Dongping består till största delen av jordbruksmark.
Genomsnittlig årsnederbörd är 1 331 millimeter. Den regnigaste månaden är juli, med i genomsnitt 251 mm nederbörd, och den torraste är december, med 37 mm nederbörd.